# قسم وكيل أباد الريفي (مقاطعة أرزوئية)
قسم وکیل أباد الريفي (بالفارسية: دهستان وکیل‌آباد) هي قسم تقع في إيران في كرمان. يقدر عدد سكانها بـ 7,786 نسمة .